# Nußdorf am Haunsberg
Nußdorf am Haunsberg é um município da Áustria, situado no distrito de Salzburg-Umgebung, no estado de Salzburgo. Tem 35,56 km² de área e sua população em 2019 foi estimada em 2.380 habitantes.